# ماريو كيولار
ماريو كيولار (بالإسبانية: Mario Cuéllar) هو لاعب كرة قدم بوليفي في مركز الدفاع، ولد في 5 مايو 1999 في سانتا كروز دي لا سييرا في بوليفيا. شارك مع منتخب بوليفيا لكرة القدم. أما مع النوادي، فقد لعب مع نادي بلومينغ.

## وصلات خارجية
- ماريو كيولار على موقع قاعدة بيانات كرة القدم.إي يو (الإنجليزية)
- ماريو كيولار على موقع ناشيونال فوتبول تيمز (الإنجليزية)
- ماريو كيولار على موقع Soccerway.com (الإنجليزية)
- ماريو كيولار على موقع عالم كرة القدم.نت (الإنجليزية)
- ماريو كيولار على موقع AS.com (الإسبانية)